# Thulendorf
Thulendorf ist eine Gemeinde im Landkreis Rostock in Mecklenburg-Vorpommern. Die Gemeinde wird vom Amt Carbäk mit Sitz in der Gemeinde Broderstorf verwaltet.

## Geografie
Die Gemeinde Thulendorf liegt in einem Grundmoränengebiet, das im Norden vom Tal der Carbäk und im Süden vom Tal der Kösterbeck begrenzt wird, etwa zehn Kilometer östlich von Rostock.
Umgeben wird Thulendorf von den Nachbargemeinden Broderstorf im Südwesten, Westen und Norden sowie Sanitz im Osten und Südosten.
Zu Thulendorf gehören die Ortsteile Hohenfelde, Klein Lüsewitz, Neu Fienstorf, Neu Thulendorf und Sagerheide.

## Politik

### Gemeinderat und Bürgermeister
Der Gemeinderat besteht (inkl. Bürgermeister) aus acht Mitgliedern. Die Wahl zum Gemeinderat am 7. Juni 2009 hatte folgende Ergebnisse:
| Partei/Bewerber            | Prozent | Sitze |
| -------------------------- | ------- | ----- |
| WG „Bürger für Thulendorf“ | 84,7    | 7     |
| Die Linke                  | 9,1     | 1     |
| SPD                        | 6,3     | 0     |

Bürgermeister der Gemeinde ist Sandro Geister (Wählergemeinschaft „Bürger für Thulendorf“).

### Wappen
Das Wappen wurde am 20. März 2002 durch das Innenministerium genehmigt und unter der Nr. 259 der Wappenrolle von Mecklenburg-Vorpommern registriert.
Blasonierung: „Unter silbernem Schildhaupt, darin drei rote Rosen balkenweise, in Rot eine silberne Holländerwindmühle.“
Das Wappen wurde von dem Schweriner Heraldiker Heinz Kippnick gestaltet.

## Sehenswürdigkeiten
- Dorfkirche Thulendorf aus Feldstein vom 13. Jahrhundert mit eingezogenem Chor in Backstein und Westturm aus Feld- und Backstein.
- Galerieholländermühle in Neu Thulendorf

→ Siehe auch Liste der Baudenkmale in Thulendorf

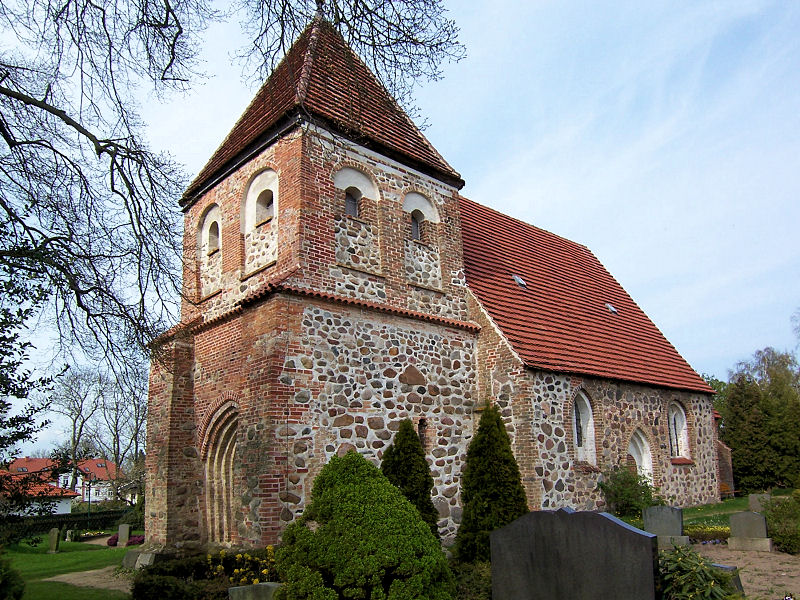
Dorfkirche
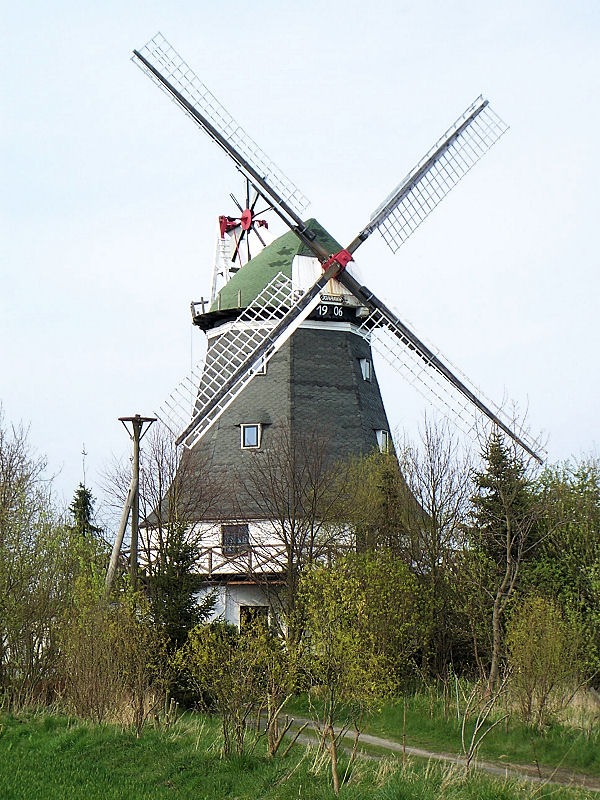
Galerieholländermühle

## Landwirtschaft
Thulendorf ist einer der Standorte, für die das Bundesamt für Verbraucherschutz und Lebensmittelsicherheit (BVL) im Mai 2008 die Anpflanzung von sogenanntem gentechnisch verändertem Sommerweizen durch die Universität Rostock genehmigt hat. Das anzupflanzende Getreide soll gegen einen es befallenden Pilz, den Weizen-Flugbrand, resistent sein. Das auf den Weizen übertragene Gen entstammt einem Pflanzenvirus, das im Pilz des Maisbeulenbrandes zu finden ist. 7400 Einsprüche gegen den Testanbau wurden vom BVL letztendlich in die Versuchsgenehmigung eingearbeitet und/oder zurückgewiesen.